# Allegri imbroglioni
Allegri imbroglioni (Jitterbugs) è un film del 1943 con Stanlio e Ollio, diretto da Malcolm St. Clair. È noto anche col titolo Gli allegri imbroglioni.

## Trama
Stanlio e Ollio sono due musicisti che rimangono bloccati nel deserto con la propria auto perché hanno finito la benzina. L'unica pompa di benzina nelle vicinanze è fuori servizio: i due chiedono aiuto e, dopo essere stati inizialmente ignorati, vengono soccorsi da Chester Wright, un uomo che sostiene di aver inventato una pillola gassogena che trasforma l'acqua in benzina. I due decidono di mettersi in affari con Chester, organizzando un evento musicale in città in cui vendono le pillole. Però un cittadino che aveva sperimentato la pillola, versandola nel serbatoio della sua auto, scopre l'inganno: i due vengono salvati da Chester che, spacciandosi per un agente di polizia, permette la loro fuga.
Nel frattempo Chester ha conosciuto alla festa Susan Cowan, la quale scopre che sua madre, nel concludere un affare immobiliare, sia stata raggirata e derubata di 10.000 dollari da una banda di delinquenti, che Chester riconosce da una fotografia stampata su un giornale. Accertatasi attraverso l'avvocato di famiglia che si è trattato effettivamente di una truffa, per recuperare il denaro Susan si unisce a Chester, Stanlio e Ollio. Scoprono che la somma è in possesso di Henry Corcoran, uno dei componenti della banda, che viene rintracciato in un hotel, dove si dirigono Stanlio e Ollio fingendosi il colonnello Panta Leo Bixy e il suo assistente. Fanno credere di depositare nella cassaforte dell'hotel 20.000 dollari per attirare Corcoran in trappola. Ollio entra nella sua stanza fingendosi un ufficiale di polizia per arrestarlo per aver truffato la madre di Susan. Corcoran confessa e restituisce i soldi, di cui però ha solo la metà del bottino: l'altra metà è in possesso del suo socio Malcolm Bennet. Susan decide quindi di farsi assumere come ballerina e cantante a bordo di una nave gestita da Bennet, per recuperare i restanti 5.000 dollari.
Affinché possano attuare l'ultima parte del piano, Stanlio si traveste da moglie del colonnello, fingendosi allo stesso tempo una facoltosa zia di Boston di Susan intenzionata a fare affari con Bennet: lo convince a investire 10.000 dollari, con lo scopo di attirare e far venire allo scoperto il resto della banda. Insieme a Chester organizzano un piano per recuperare il denaro, proprio come la banda fece con la madre di Susan, ovvero utilizzando il trucco delle buste, mettendo dentro dei ritagli di giornale in una e nell'altra i 10.000 dollari con la speranza che lo scambio venga effettuato nel modo corretto. I due riescono a reggere il gioco per un po', ma poi vengono scoperti e minacciati di rivelare dove sia il denaro autentico, intuendo sia in custodia a Chester, il quale sembra essersela svignata coi contanti, facendo pensare ai propri compari che egli abbia fatto il doppio gioco per tutto questo tempo.
Stanlio e Ollio vengono condotti e sorvegliati nella sala macchine della nave, dove Ollio è costretto a spalare carbone nella caldaia, perché la guardia crede che Stanlio sia effettivamente una donna. Stanlio dà alla guardia una pillola gassogena, credendo sia utile per curarsi l'acidità di stomaco; quando il sorvegliante comincia a galleggiare per aria ma, nel tentativo di tornare a terra, attiva accidentalmente la leva di accelerazione della nave, permettendo ai due di fuggire dal locale caldaie e di salvare Susan dalle grinfie di Tony Queen, altro socio di Bennet. Nel frattempo, sulla nave giungono la polizia portuale, che arresta la banda, e Chester, che rivela a Susan di non aver mai tradito lei e gli amici: aveva fatto perdere le proprie tracce per poter trasferire 10.000 dollari alla madre di Susan e le mostra la ricevuta, ricevendo le sue scuse. Alla fine, Stanlio e Ollio vengono inseguiti dal resto della banda e sono costretti a tuffarsi in acqua per non essere catturati.

## Doppiaggio
Il doppiaggio è stato effettuato da Mauro Zambuto e Alberto Sordi. Sono state omesse tuttavia alcune scene: una breve sequenza di dialogo iniziale di Stanlio e Ollio con Chester sulla strada del deserto, e una finale, in cui Stanlio, vestito da donna, improvvisa alcune gag.
Nella versione trasmesse in TV il film è tagliato, mentre nella distribuzione in DVD le scene tagliate sono sottotitolate.